# Битва на Суле
Битва на реке Суле — сражение в 1107 году между войсками Древнерусского государства и половцами, выигранное русскими князьями. Произошло в правление в Киеве Святополка Изяславича. Сражение стало последним крупным вторжением половцев за период с появления половцев в южнорусских степях в середине XI века до усиления половецкой опасности в 70-80-е годы XII века.

## Предыстория
В 1103 году был проведён первый поход киевских, черниговских, переяславских и полоцких войск против половцев в степь, половцы были разгромлены. В 1106 году незначительный половецкий набег был отражён киевскими воеводами Янем и Иваном Захарьичем.

## Поход
В мае 1107 года Боняк захватил табуны у Переяславля, затем к нему присоединился Шарукан, и они встали около Лубен на левом берегу Сулы. В выступившем против них войске, кроме Святополка Киевского, Олега Новгород-Северского и Владимира Переяславского, было ещё четверо князей: Святослав, Мстислав, Вячеслав и Ярополк.
Летопись не сообщает подробностей битвы. Русские войска перешли Сулу вброд и ударили по противнику, тот обратился в бегство и в ходе преследования потерял множество убитыми и пленными. Боняку и Шарукану удалось бежать, но был убит брат Боняка Таз, а также пленены Сугр с братом. Русскими был захвачен половецкий обоз.

## Последствия
В 1107 году были заключены династические браки: сын Олега Святославича Святослав и сын Владимира Мономаха Юрий женились на дочерях половецкого хана Аепы.
Значительные половецкие набеги на Русь прекратились, но русские князья продолжали наступательные действия. В 1109 году был проведён поход малыми силами под руководством воеводы Дмитра Иворовича с разгромом кочевий (удачно), а в 1111 году — поход во владения Шарукана и Сугры, закончившийся новым разгромом половцев.